# Central hidroelèctrica d'Esterri de Cardós
La Central hidroelèctrica d'Esterri de Cardós fou una petita central hidroelèctrica situada al poble d'Esterri de Cardós, a la vall de Cardós, comarca del Pallars Sobirà, que va abastir de corrent elèctric al poble. Fou posada en funcionament en el primer terç del segle xx, i posteriorment, en la dècada de 1940, s'hi afegí un molí hidràulic per fer farina del cereal.
El corrent d'aigua que impulsava la turbina era el barranc d'Esterri. El seu poc cabal feu necessari la construcció d'unes basses més amunt perquè l'aigua baixés amb més força. L'aigua es conduïa de la primera fins a la següent, a uns 20 metres de desnivell sobre la central. Allà s'originava una canonada forçada que alimentava la turbina.
A la dècada de 1960, arrel de les obres del Complex hidroelèctric de l'alta vall de Cardós, el poble es va connectar ala xarxa elèctrica general, i la central quedà sense ús. S'han dut a terme alguns intents de tornar a construir una central hidroelèctrica al poble, però fins ara (novembre de 2021), aquests no han reeixit.
La central està en desús, i actualment només en queda la turbina, l'eix i el quadre de comandament. De la mola, actualment només es conserva la cabra, el coronat, la tremuja, les pedres de moldre, la roda amb dents de fusta, l’arbre i el fre.